# The Daily
The Daily — газета для iPad в США, принадлежащая News Corporation. Первый подобный проект в истории мировых СМИ.
Сначала планировалось запустить The Daily в Сан-Франциско 19 января 2011 года, но News Corporation и Apple отложили запуск. The Daily была запущена 2 февраля 2011 г. в музее Соломона Гуггенхайма в Нью-Йорке.
Стоимость подписки на электронное издание — 99 центов в неделю или 40 долларов в год.
Информация на ресурсе обновлялась каждое утро.
Запуск издания обошелся Руперту Мердоку в 30 миллионов долларов. Штат издания достигал 100 сотрудников, а ежегодное содержание около 26 млн.
В 2012 году проект был закрыт из-за недостатка аудитории.